# Сарафанова-Легат, Клавдия Фёдоровна
Клавдия Фёдоровна Сарафанова-Легат (20 июня 1911, Москва — 1989, Москва) — советский художник-график.

## Биография
Родилась в Москве. После семилетки трудилась на кожевенной фабрике. От комсомольской организации кожевенной фабрики получила направление на учёбу в Московский художественный техникум при Изогизе. В 1937—1938 годах с пятого курса по постановлению Комитета по делам искусств при СНК СССР была переведена на 1-й курс Московского государственного художественного института (МГХИ, с 1948 года — имени В. И. Сурикова) на живописное отделение.
В 1941 году эвакуировалась вместе с институтом в Самарканд.
В Самарканде военных лет в эвакуации оказались крупнейшие советские художники, продолжавшие творить и обучать молодых. У Клавдии Фёдоровны были хорошие учителя, среди которых: В. А. Фаворский, И. Э. Грабарь, П. Я. Павлинов.
В 1946 году, защитив дипломную работу по линогравюре, окончила МГХИ (мастерская профессора Г. М. Щегаля и профессора П. Я. Павлинова).
В 1947 году принята в члены Московского Союза советских художников (МССХ) (графическая секция).
Работала в издательствах: «Художественная литература», «Советский график», «Молодая гвардия».
Одна из организаторов графического комбината, в котором проработала двадцать пять лет: по линогравюре — выпущено 15 эстампов.
Графической секцией МОССХа была рекомендована в члены художественного совета графического комбината, в состав совета входила 15 лет вплоть до 1976 года.

## Творчество
Сарафанова много путешествовала по стране в поисках новых мотивов и впечатлений. Писала пейзажи Москвы и Подмосковья, Тарусы, села Константиново (родины Есенина), Прибалтики, Карпат, Севера, Крыма. Работала над тематическими сериями: «Траловый флот Севера», «Ковровщицы Хивы» (1964), «Делегаты Всемирного конгресса женщин в защиту мира» (1961).

## Выставки
- 1946 г. — Выставка дипломных работ МГХИ в ЦДРИ (Москва).
- 1956 г. — Передвижная выставка произведений советских художников. Живопись, графика, скульптура. (Дербент, Баку, Тбилиси, Кутаиси, Кировакан, Ереван, Сухуми, Сочи)[1].
- 1956 г. — Живопись и графика московских художников (Москва)[2].
- 1956 г. — Выставка художников-маринистов (Гурзуф, Дом творчества им. К. А. Коровина)[3].
- 1956 г. — Вторая выставка акварели московских художников (Москва).
- 1957 г. — Третья выставка акварели московских художников (Москва).
- 1960 г. — Выставка акварели и керамики московских художников (Москва).
- 1965 г. — Первая всесоюзная выставка акварели (Москва).
- 1978—1979 гг. прошли две персональные выставки в Норильске и Шушенском.
- 1982 г. — Выставка произведений московских художников «50 лет МОСХ» (Манеж, Москва).
- 2011 г. — Персональная выставка «Самарканд. Бухара. Хива. Города и Люди» (ЦДХ, Москва)[4].